# Trikalcium-foszfát
A trikalcium-foszfát (más néven csonthamu) a foszforsav kalciummal alkotott vegyülete, melynek képlete  Ca3(PO4)2. A természetben az apatit nevű ásvány egyik alkotóeleme. A VIII. Magyar Gyógyszerkönyvben  Tricalcii phosphas    néven hivatalos.  

## Felhasználási területei
Az élelmiszerekben általában keverékként (monokalcium-foszfátot, dikalcium-foszfátot és trikalcium-foszfátot egyaránt tartalmazó adalékként) E341 néven található meg. Pékárukban a sütőpor mellé adagolva erőteljesebb szén-dioxid felszabadulással jár, ezáltal térfogatnövelő és állagjavító hatása van. Sok élelmiszerben megtalálható. Csomósodásgátló szerepe is van.
Ismert mellékhatása nincs, de a napi maximum beviteli mennyisége 70 mg/testsúlykgban van korlátozva, a benne található foszforsav miatt.
Műtrágyákban is alkalmazzák.
Fogkrémekben és egyes kalcium tartalmú táplálékkiegészítőkben is előfordulhat, bár általában a kalcium-karbonáttal helyettesítik.

## Külső források
- http://www.food-info.net/uk/e/e341.htm